# 관나부인
관나부인(貫那夫人, ?~251년)은 고구려 중천왕의 후궁이다. 《삼국사기》의 기록에 의하면 얼굴이 아름답고 곱고 머리카락의 길이가 9척 정도가 되었다고 한다. 왕의 총애를 받아 장차 소후(小后)로 세우려고 하기까지 했으나, 왕후 연씨와 갈등을 빚게 되자 사냥에서 돌아온 중천왕에게 왕후 연씨가 자신을 가죽주머니에 넣어 바다에 던지려 한다고 모함했으나, 그것이 거짓임을 안 중천왕은 분노하며 사람들을 시켜 그녀를 가죽주머니에 넣고 바다에 던져버렸다.

## 같이 보기
- 관나부